# Landesregierung Doskozil II
Die Landesregierung Doskozil II bildete die Burgenländische Landesregierung in der XXII. Gesetzgebungsperiode. Sie folgte der Landesregierung Doskozil I nach, die Wahl und Angelobung erfolgte am 17. Februar 2020. Am 6. Februar 2025 wurde die Landesregierung Doskozil III gewählt und angelobt.

## Geschichte
Bei der Landtagswahl am 26. Jänner 2020 erreichte die Sozialdemokratische Partei Österreichs (SPÖ) 19 von 36 Mandaten, und damit die absolute Mandatsmehrheit. Landeshauptmann Hans Peter Doskozil kündigte eine SPÖ-Alleinregierung an, die Landesregierung wurde gegenüber der Landesregierung Doskozil I von sieben auf fünf Mitglieder verkleinert. Das SPÖ-Regierungsteam blieb unverändert. Doskozil kündigte an, projektbezogen Gespräche mit allen Parteien zu führen, etwa mit den Grünen im Bereich Verkehr und Umweltschutz und mit der ÖVP über die Zusammenarbeit mit der Wirtschaft. Die Sicherheitspartner, ein Projekt des bisherigen Landeshauptmann-Stellvertreters Johann Tschürtz (FPÖ) werde es in dieser Form nicht mehr geben. Dieses werde Schritt für Schritt abgebaut. Nach der Abschaffung des Proporzes im Jahr 2015 ist dies die erste Alleinregierung im Burgenland seit 1945.
Am 30. Jänner 2020 wurde bekannt, dass Astrid Eisenkopf Landeshauptmann-Stellvertreterin werden soll. Der Bereich Wirtschaft soll vom bisherigen Landesrat Alexander Petschnig (FPÖ) zu Soziallandesrat Christian Illedits wandern. Der Bereich Tourismus wird mit der Kultur zusammengeführt und künftig in die Zuständigkeit des Landeshauptmannes fallen.
FPÖ und Grüne gaben vor der konstituierenden Sitzung am 17. Februar 2020 bekannt, ebenfalls Hans Peter Doskozil und sein Team zu wählen.
Am 14. Februar 2020 wurde die Ressortaufteilung fixiert. Hans Peter Doskozil übernahm zusätzlich zu den bisherigen Bereichen Finanzen, Gesundheit und Spitäler, Personal, Asyl, Kultur, Vereine und EU-Fragen vom ehemaligen FPÖ-Landesrat Alexander Petschnig das Tourismusressort und vom bisherigen Landeshauptmann-Stellvertreter Johann Tschürtz den Bereich Sicherheit. Landeshauptmann-Stellvertreterin Astrid Eisenkopf übernahm zusätzlich zu den Ressorts Frauen, Agrar und Umwelt auch die Gemeinden. Landesrat Christian Illedits blieb für Soziales zuständig und übernahm von Alexander Petschnig auch die Wirtschaft. Landesrat Heinrich Dorners Schwerpunkt blieb die Infrastruktur, Daniela Winkler blieb Bildungs-Landesrätin.
Doskozils Lebensgefährtin Julia Jurtschak wurde ursprünglich zur Referentin in seinem Büro bestellt, sie sollte unter anderem Sozialmärkte in allen Bezirken planen und aufbauen. Aufgrund negativer Reaktionen, unter anderem von NEOS und ÖVP, nahm sie den Posten nicht an.
Am 17. Februar 2020 wurde Hans Peter Doskozil vom Burgenländischen Landtag mit 35 von 36 Abgeordnetenstimmen zum Landeshauptmann gewählt, eine Stimme war ungültig.
Nach dem Rücktritt von Landesrat Christian Illedits am 1. August 2020 übernahm die Beamtin im Amt der Burgenländischen Landesregierung Sonja Windisch interimistisch die Geschäfte der offenen Regierungsposition. Am 12. August 2020 wurde Leonhard Schneemann als Illedits’ Nachfolger als Sozial- und Wirtschaftslandesrat präsentiert. Er wurde am 13. August 2020 im Landtag gewählt und angelobt. Das Jagd- und Fischereiwesen wanderte von Landeshauptmannstellvertreterin Astrid Eisenkopf in die Zuständigkeit von Schneemann, die Sportagenden sowie den Ausschuss der Regionen übernahm Landesrat Heinrich Dorner.
Im November 2023 übergab Doskozil seine Agenden vor seiner sechsten Operation am Kehlkopf während seiner rund dreiwöchigen Abwesenheit an Stellvertreterin Astrid Eisenkopf sowie Leonhard Schneemann.

## Regierungsmitglieder
| Amt                                                     | Bild | Name                | Partei | Partei | Zuständigkeitsbereiche                                                                                  |
| ------------------------------------------------------- | ---- | ------------------- | ------ | ------ | --- |
| Landeshauptmann                                         |      | Hans Peter Doskozil |        | SPÖ    | Finanzen, Gesundheit und Spitäler, Personal, Asyl, Kultur, Vereine und EU-Fragen, Tourismus, Sicherheit |
| Landeshauptmann-Stellvertreterin                        |      | Astrid Eisenkopf    |        | SPÖ    | Frauen, Agrar, Umwelt, Gemeinden                                                                        |
| Landesrat                                               |      | Heinrich Dorner     |        | SPÖ    | Infrastruktur Sport, Ausschuss der Regionen (ab August 2020)                                            |
| Landesrätin                                             |      | Daniela Winkler     |        | SPÖ    | Bildung                                                                                                 |
| Landesrat                                               |      | Leonhard Schneemann |        | SPÖ    | Soziales, Wirtschaft, Jagd- und Fischereiwesen (ab 13. Aug. 2020) Nachfolger von Christian Illedits     |
| Vorzeitig ausgeschiedene Mitglieder der Landesregierung |      |                     |        |        | |
| Landesrat                                               |      | Christian Illedits  |        | SPÖ    | Soziales, Wirtschaft (bis 1. Aug. 2020) Nachfolger Leonhard Schneemann                                  |